# Crossidium squamiferum
Crossidium squamiferum là một loài Rêu trong họ Pottiaceae. Loài này được (Viv.) Jur. mô tả khoa học đầu tiên năm 1882.